# قره‌گل غربی

این روستا از شمال به مرز ترکمنستان از غرب دهستان کرند و از شرق به مراوه تپه  منتها است.

## جمعیت
۱۴۰۰~